# Neumark (Saxe)
Pour les articles homonymes, voir Neumark.

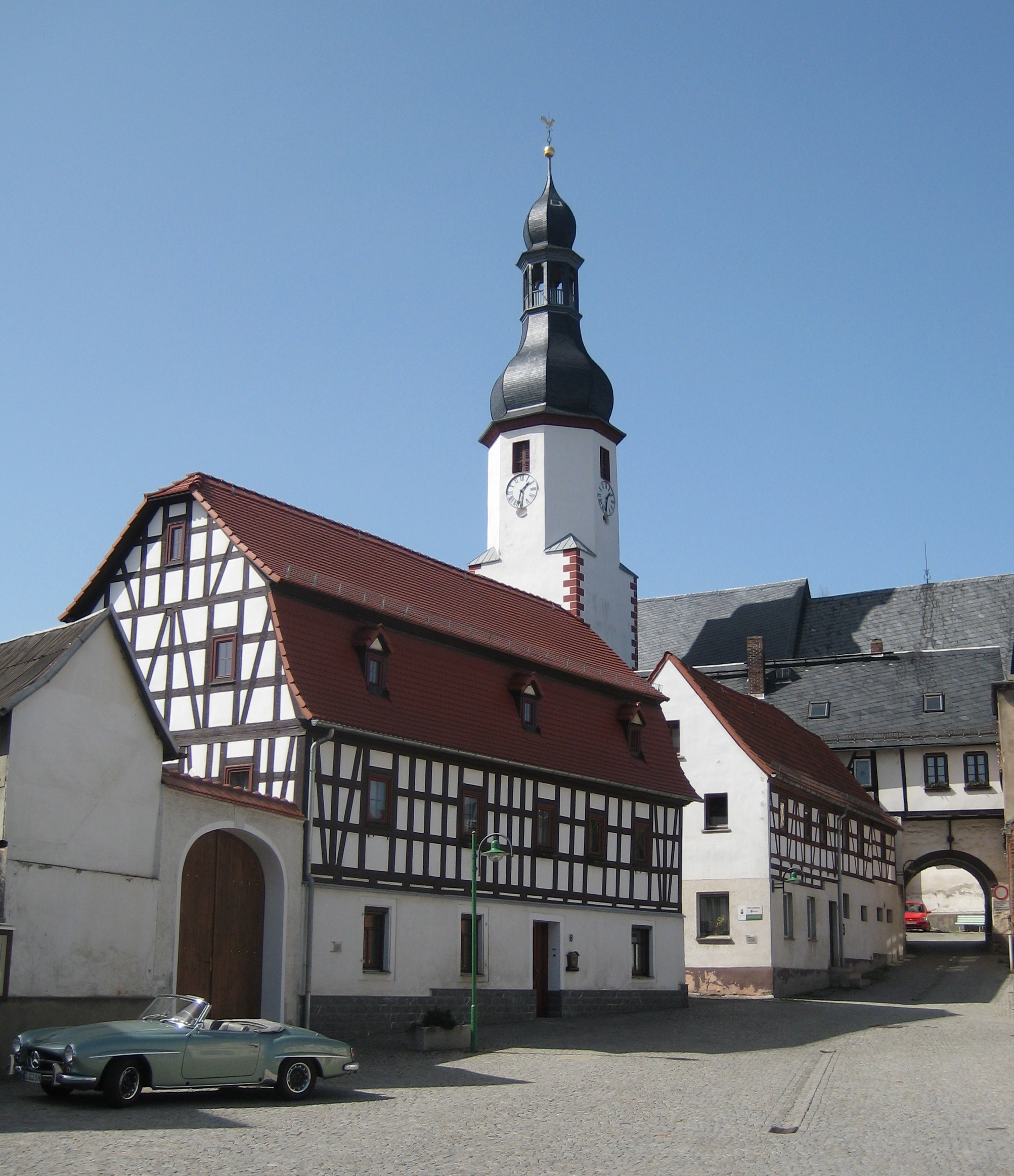
Neumark (Saxe)

Neumark est une commune de Saxe (Allemagne), située dans l'arrondissement du Vogtland, dans le district de Chemnitz.